# Wörth an der Isar
Wörth an der Isar (amtlich: Wörth a.d.Isar) ist eine Gemeinde im niederbayerischen Landkreis Landshut.

## Geografie

### Geografische Lage
Die Gemeinde liegt in der Region Landshut an der Isar und der Staatsstraße 2074 zwischen Landshut und Dingolfing.

### Gemeindegliederung
Es gibt zwei Gemeindeteile:
- Degernau
- Wörth an der Isar

Degernau ist eine Einöde mit zwei Gebäuden und sechs Einwohnern (Stand der Volkszählung vom 25. Mai 1987) am östlichen Ausgang des Gemeindehauptorts Wörth an der Isar.
Es gibt nur die Gemarkung Wörth a.d.Isar.

## Geschichte

### Bis zur Gemeindegründung
Die erste urkundliche Erwähnung stammt aus dem Jahr 1339, als ein Streit der Pfarrer von Hüttenkofen und Kirchberg über die Pfarrzugehörigkeit Wörths vom Regensburger Domkapitel zugunsten Hüttenkofens entschieden wurde. Der Ort ist aber zweifellos älter, was allein schon seine Lage an der römischen Fernstraße von Augsburg in Richtung Donau, der sogenannten Isartalstraße, andeutet. Diese wurde um 50 n. Chr. unter Kaiser Claudius angelegt. Für das 13. Jahrhundert sind Besitzungen des Reichsstifts Niedermünster in Wörth belegt. Später waren das Regensburger Domkapitel und das Kloster Niederviehbach wichtige Grundeigentümer. Auf die Verbindung zum Kloster der Augustiner-Eremitinnen in Niederviehbach deutet noch heute der Äbtissinnenstab im Gemeindewappen hin. Lange Zeit war Wörth ein kleines Dorf mit Sitz einer Obmannschaft, die zum Amt Ergolding, zum Landgericht Rottenburg und zum Rentamt Landshut gehörte. Um 1752 zählte Wörth nur 30 Anwesen.
Im Zuge der Säkularisation 1803 wurden die umfangreichen Besitzungen des Klosters Niederviehbach aufgelöst. Im Zuge der Verwaltungsreformen im Königreich Bayern entstand mit dem Gemeindeedikt von 1818 die heutige Gemeinde.

### 19. und 20. Jahrhundert
Mit der Eröffnung der Bahnstrecke Landshut–Plattling im Jahr 1880, an die Wörth mit einem eigenen Bahnhof angeschlossen wurde, begann ein bis heute andauernder Aufschwung des Ortes. Im Zusammenhang mit der Isarregulierung im 20. Jahrhundert wurde das zuvor sumpfige Gebiet rund um Wörth als Bauland gewonnen. Auch die um 1980 eröffnete Bundesautobahn 92, die nur rund einen Kilometer am Ortskern vorbeiführt, trägt bis heute mit der Ansiedlung immer neuer Firmen zur wirtschaftlichen Entwicklung der Gemeinde bei.

### Einwohner
Gemäß Bayerischem Landesamt für Statistik  haben sich die Einwohnerzahlen jeweils zum 31. Dezember eines Jahres wie folgt entwickelt:
| Stand | Einwohner |
| ----- | --------- |
| 1960  | 0954      |
| 1970  | 0987      |
| 1980  | 1265      |
| 1990  | 1519      |
| 1995  | 1990      |

| Stand | Einwohner |
| ----- | --------- |
| 2000  | 2215      |
| 2005  | 2408      |
| 2006  | 2398      |
| 2007  | 2431      |
| 2008  | 2409      |

| Stand | Einwohner |
| ----- | --------- |
| 2009  | 2412      |
| 2010  | 2409      |
| 2011  | 2493      |
| 2012  | 2565      |
| 2013  | 2638      |

| Stand | Einwohner |
| ----- | --------- |
| 2014  | 2712      |
| 2015  | 2837      |
| 2016  | 2851      |
| 2017  | 2945      |
| 2018  | 2947      |

Seit 1972, dem Jahr der Gemeindereform, hat sich die Einwohnerzahl bis 2016 um 1.828 Personen erhöht. Das entspricht einem Wachstum von 178,96 Prozent. In den letzten zehn (fünf) Jahren wuchs die Einwohnerzahl um 17,28 (11,15) Prozent.
Im Zeitraum 1988 bis 2018 stieg die Einwohnerzahl von 1430 auf 2947 um 1517 Einwohner bzw. um 106,1 % – diese Verdoppelung der Einwohnerzahl im genannten Zeitraum stellt den höchsten prozentualen Zuwachs einer Gemeinde im Landkreis Landshut bzw. im gesamten Regierungsbezirk Niederbayern dar.
| Alter         | Einwohner nach Alter |
| ------------- | -------------------- |
| jünger als 18 | 18,3 %               |
| 18 bis 29     | 15,0 %               |
| 30 bis 49     | 29,1 %               |
| 50 bis 64     | 21,9 %               |
| älter als 65  | 15,7 %               |

## Politik
Acht Monate nach Kriegsende fanden am 27. Januar 1946 die ersten Kommunalwahlen (Gemeinderatswahlen) in den kreisangehörigen Gemeinden Bayerns statt. In den Monaten April und Mai 1946 folgten noch die ersten Wahlen der Bürgermeister, Landräte sowie Kreistage.

### Gemeinderat
Die Kommunalwahlen am 15. März 2020 erbrachten folgendes Ergebnis:
- CSU/Freie Wählerschaft: 54,27 % (8 Sitze)
- SPD/Freie Wähler – Gruppe Wörth: 29,67 % (4 Sitze)
- Junge Liste Wörth: 16,06 % (2 Sitze)

### Bürgermeister
Erster Bürgermeister ist Stefan Scheibenzuber (CSU/Freie Wählerschaft). Dieser hat bei den Kommunalwahlen 2014 Daniel Sporer (CSU/Freie Wählerschaft) abgelöst, der für das Amt des Landrates kandidiert hatte. Daniel Sporer war bei den 2002 Nachfolger von Karl Rannow (SPD/Freie Wähler) geworden.
Ehemalige Bürgermeister
| Amtszeit  | Bürgermeister |
| --------- | ------------- |
| bis 2002  | Karl Rannow   |
| 2002–2014 | Daniel Sporer |

### Wappen
| Wappen von Wörth an der Isar | Blasonierung: „In Rot ein silberner Braubottich mit goldener Schöpfe und goldener Malzschaufel, dazwischen aufragend ein silberner Äbtissinnenstab.“ |
| Wappen von Wörth an der Isar | Wappenführung seit 1961 |

### Gemeindefinanzen
Die Gemeindesteuereinnahmen betrugen im Jahr 2019 umgerechnet 4.863.000 €, davon entfielen auf die Gewerbesteuer 2.237.000 € (netto).

### Kommunale Zusammenarbeit
Die Gemeinde ist Mitglied in folgenden Zweckverbänden:
- Regionaler Planungsverband Landshut
- Schulverband Niederaichbach-Wörth Postau-Weng
- Zweckverband zur Abwasserbeseitigung Niederaichbach-Wörth
- Zweckverband zur Wasserversorgung der Isar-Gruppe I

| Gemeinde       | Wappen | Fläche km² | Einwohner 31. Dezember 2024 | EW-Dichte EW je km² | Höhe über NHN |
| -------------- | ------ | ---------- | --------------------------- | ------------------- | ------------- |
| Postau         |        | 34,84      | 1.695                       | 49                  | 388           |
| Weng           |        | 15,62      | 1.373                       | 88                  | 379           |
| Wörth a.d.Isar |        | 4,84       | 3.214                       | 664                 | 369           |

### Gemeindepartnerschaft
- Italien: Die Gemeinde Illasi suchte seit 1997 nach einer deutschen Partnergemeinde.[11] 2001 unterzeichneten die Gemeinden Illasi aus der Provinz Verona und Wörth a.d.Isar einen Partnerschaftsvertrag.[12] Diese Partnerschaft wird durch gegenseitige Besuche sowie gemeinsame Darbietungen gelebt, zu denen 2014 eine gemeinsame Aufführung der Chöre Schola Cantorum Cellore und Chorgemeinschaft Wörth-Auloh gehörte.[11] Im Mai 2016 feierte man das 15-jährige Bestehen.[13]

## Wirtschaft und Infrastruktur
Es gab 2019 nach der amtlichen Statistik im produzierenden Gewerbe keine und im Bereich Handel, Verkehr und Gastgewerbe 298 sozialversicherungspflichtig Beschäftigte am Arbeitsort. In sonstigen Wirtschaftsbereichen waren am Arbeitsort 324 Personen sozialversicherungspflichtig beschäftigt. Sozialversicherungspflichtig Beschäftigte am Wohnort gab es insgesamt 1391. Im verarbeitenden Gewerbe gab es acht Betriebe, im Bauhauptgewerbe einen. Mittlerweile hat die Gemeinde ein 60 ha großes Gewerbegebiet mit Autobahn- und Gleisanschluss ausgewiesen.
| Zuweisungen an | Jahr | Jahr | Jahr | Jahr | Jahr    | Jahr |
| Zuweisungen an | 2015 | 2016 | 2017 | 2018 | 2019    | 2020 |
| -------------- | ---- | ---- | ---- | ---- | ------- | ---- |
| Gemeinde Wörth | 0    | 0    | 0    | 0    | 139.392 | 0    |

In Folge einer entsprechenden Bewertung ihrer Wirtschaftskraft wurden der Gemeinde Wörth in den Jahren 2015 bis 2018 vom Freistaat Bayern keine Schlüsselzuweisungen zugeteilt. Im Jahr 2019 erfolgte schließlich eine Zahlung in Höhe von 139.392 Euro. Für das Jahr 2020 gab es dann erneut keine Zuteilung.

### Land- und Forstwirtschaft
Im Jahr 2016 bestanden sieben landwirtschaftliche Betriebe mit einer landwirtschaftlich genutzten Fläche von insgesamt 362 ha; davon waren 325 ha Ackerfläche.

### Bauen und Wohnen
| Gemeindeteil | Wohnbauflächen ausgewiesene Baugebiete | unbeplanter Innenbereich | ausgewiesene gewerbliche Bauflächen | Ackerland |
| ------------ | -------------------------------------- | ------------------------ | ----------------------------------- | --------- |
| Wörth        | 120 €                                  | 120 €                    | 40 €                                | 6 €       |

### Verkehr
- Wörth an der Isar besitzt einen Bahnhof an der Kursbuchstrecke 931 Landshut–Plattling
- Zur A 92 besteht eine Anbindung an der Autobahnanschlussstelle Wörth an der Isar.

### Bildung
- Es gibt drei Kindergärten mit insgesamt 228 genehmigten Kindergartenplätze, in denen 198 Kinder betreut werden.
- Die Gemeinden Niederaichbach und Wörth a.d. Isar haben sich 1978 zu einem Schulverbund zusammengeschlossen. 400 Kinder besuchen im Schuljahr 2021/22 die Schulen in Niederaichbach und Wörth. Davon kommen 158 Kinder aus der Gemeinde Wörth. Die Klassen 1 bis 4 werden an der Grundschule Wörth a.d Isar unterrichtet. Die Jahrgänge 5 bis 9 besuchen die Mittelschule Niederaichbach.
- Gemeindebücherei